# Geo Vindevogel
Geo (Edward Georges) Vindevogel (Gentbrugge, 23 april 1923 - Deurle, 12 maart 1977) was een Belgisch beeldhouwer en keramist.

## Levensloop
Geo Vindevogel was een zoon van de Zwijnaardse bronsgieter Karel Vindevogel (1875-1952). 
Hij studeerde:
- Van 1939 tot 1941 aan de Academie van Gent bij Geo Verbanck(1881-1961).
- In  ter Kameren bij Oscar Jespers (1887-1970) en Olivier Strebelle (1927-2017).
- aan het Nationaal Hoger Instituut voor Schone Kunsten in Antwerpen en in Brussel.

Na zijn diplomering gaf hij zelf les aan de Normaalschool van Gent en aan de Academie van Aalst en werd daar ook directeur. 

## Prijzen
- 1949: Prijs van Rome
- 1952: Provinciale Prijs voor Beeldhouwkunst
- 1973: Prijs van Parijs voor Beeldhouwkunst

## Beeldhouwer
Vindevogel werkte met hout, marmer en brons, alsook met inox-staal. Zijn werk werd omschreven als sober figuratief, met een gestileerde vormgeving, zonder detaillering. Hij vervaardigde naaktfiguren, portretten, groepen, bas-reliëfs, oorlogsgedenktekens en monumenten. Te vermelden zijn:
- Beeld van de heilige Elisabeth, Begijnhof Gent.
- Oorlogsmonumenten van Izegem, Oostende en Deinze.
- Vier bronzen beelden op het executieoord in Oostakker.
- Gedenkteken voor kolonel Haus aan de Leopoldkazerne, Gent.
- De Familie, Museum van Deinze en de Leiestreek.
- Naakte vrouw in brons, Provinciaal domein Puyenbroeck Wachtebeke (gestolen in 1912).